# Маложинська сільська рада
Маложинська сільська рада — (біл. Маложынскі сельсавет), адміністративно-територіальна одиниця в складі Брагінського району розташована в Гомельській області Білорусі. Адміністративний центр — Маложин.
Маложинська сільська рада розташована на південному сході Білорусі, у південній частині Гомельської області, граничить з районним центром Брагіном.
До складу сільради входять такі населені пункти:
- Маложин
- Береснівка
- Волоховщина
- Жиличі
- Старі Юрковичі
- Кривча
- Олексіївка
- Переноси
- Ритов
- Дублін
- Дуброва
- Ленінець
- Громкий
- Доброгоща
- Дубровка
- Деміївка
- Червона Поляна
- Червона Нива